# Elasmoidschuppe

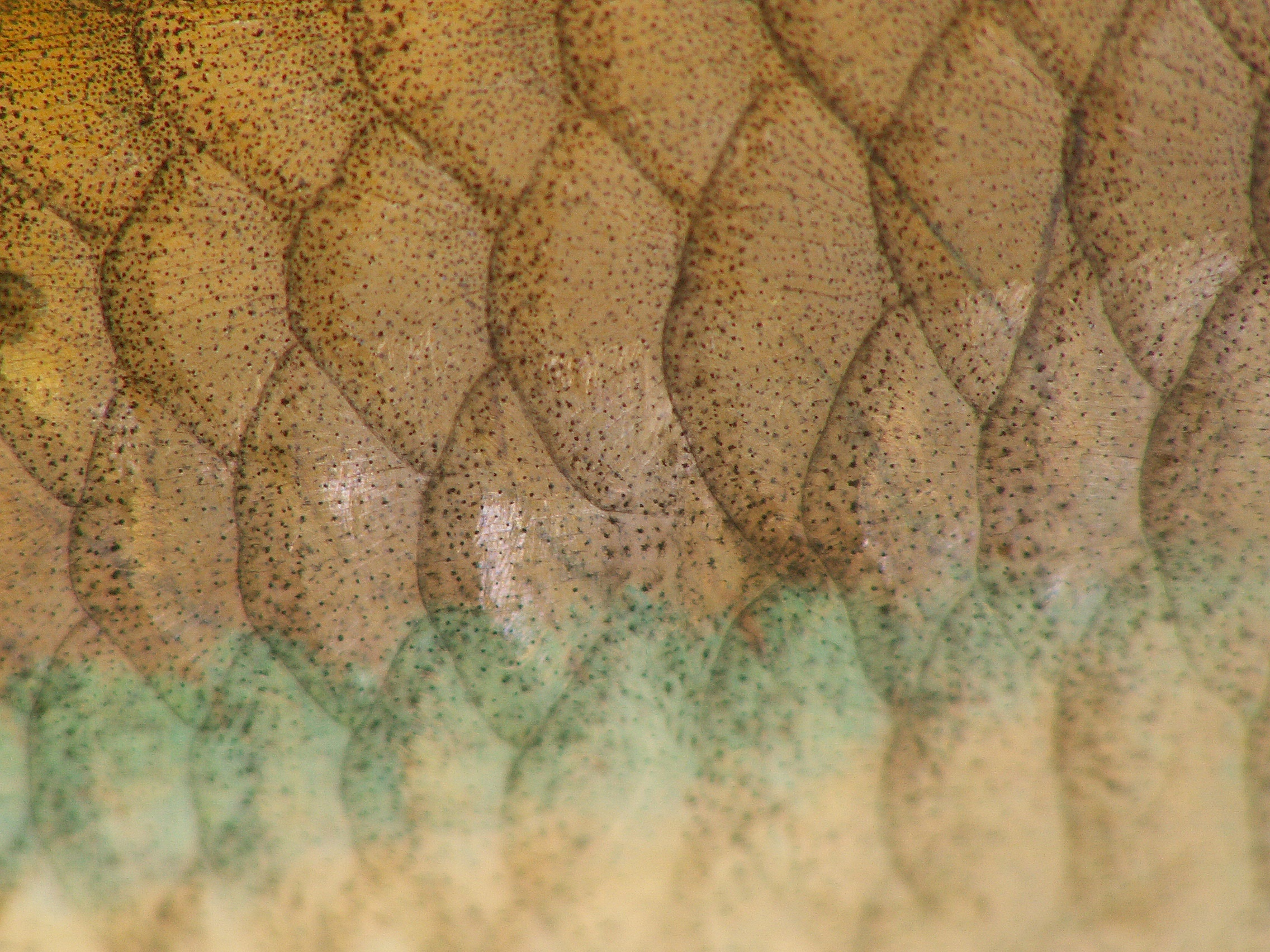
Beschuppung des Bitterlings (Rhodeus amarus). Der grünliche Flankenstreifen ist epidermalen Ursprungs, die übrige Pigmentierung ist Teil der Lederhaut (Dermis).

Elasmoidschuppen (von griechisch elasmos „Platte“) sind die Schuppen der Echten Knochenfische (Teleostei).
Sie sind plattenförmige Knochenbildungen, die von der Epidermis (Oberhaut) bedeckt werden. Typischerweise sind sie dachziegelförmig angeordnet, wodurch mechanischer Schutz gewährt wird, ohne Wachstum und Beweglichkeit des Fisches zu behindern. Die Schuppen wachsen im jahreszeitlichen Wechsel und bleiben in Anordnung und Anzahl dem Fisch lebenslang erhalten. Sie können daher zur Art- und Altersbestimmung herangezogen werden. Bei Verlust werden sie ersetzt.

## Aufbau
Elasmoidschuppen werden in taschenartigen Spalträumen im Bindegewebe (Stratum laxum) der Lederhaut, den so genannten Schuppentaschen gebildet. Sie sind aus zwei Schichten mit unterschiedlicher Feinstruktur und Kalkgehalt aufgebaut. Die obere Lage besteht aus Knochengewebe mit Einlagerungen aus Hydroxylapatit. Darunter liegt eine fibrilläre Platte aus orthogonal ausgerichteten Kollagenfasern, die teilweise oder völlig unverkalkt bleibt.

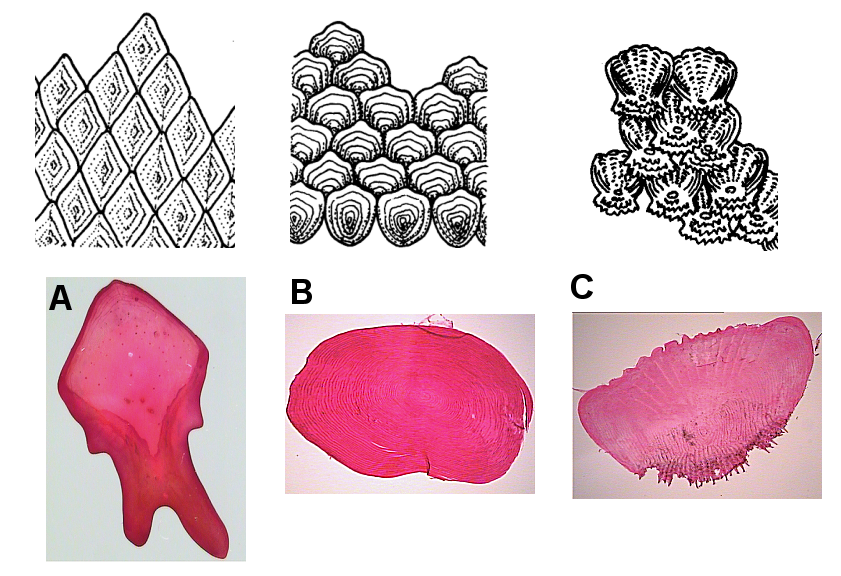
Links Ganoidschuppen, in der Mitte Rundschuppen, rechts Kammschuppen.

## Formen
Es gibt zwei Grundformen von Elasmoidschuppen. Die ursprünglichere Rundschuppe (Cycloidschuppe) und die stammesgeschichtlich hiervon abgeleitete Kammschuppe (Ctenoidschuppe). Rundschuppen sind nahezu kreisförmig und glattrandig, Kammschuppen sind dagegen am Hinterrand kammartig gezahnt. Beide Formen bilden konzentrische Wachstumsringe (Anulli) aus.
Bei einer Reihe von Arten finden sich beide Schuppentypen, beispielsweise hat die Flunder auf der „Blindseite“ Rund- und auf der „Augenseite“ Kammschuppen.

## Schuppenformel
Anzahl und Besonderheiten der Schuppen sind von großer Bedeutung in der Taxonomie und werden in der Schuppenformel erfasst. Sie gibt an, wie viele Schuppen in der Seitenlinienreihe (SL) stehen, die Anzahl der Schuppen in einer mittleren Längsreihe (mLR) und die Anzahl der Schuppen in einer Querreihe (QR).
Beispiel für den Rothauben-Erdfresser (Geophagus steindachneri):
Schuppenformel: mLR 28-30; SL 18-21.
Außerdem kann angegeben werden: die Anzahl der Schuppen zwischen Seitenlinie und Rückenflosse, zwischen Seitenlinie und Bauchprofil, Seitenlinie und Bauchflossenansatz und rund um den Schwanzflossenstiel.
Schuppenformel: 4,5/25-28/3,5;2,5/12
bedeutet: 4,5 Schuppen zwischen Seitenlinie und Rückenflosse, 25-28 in der Seitenlinienreihe, 3,5 zwischen Seitenlinie und Bauchprofil, 2,5 zwischen Seitenlinie und Bauchflossenansatz und 12 Schuppen rund um den Schwanzflossenstiel.